# دیزی ایرانی
دیزی ایرانی (به انگلیسی: Daisy Irani) (زاده ۱۹۵۰) بازیگر هندی است.
از فیلم‌هایی که وی در آن نقش داشته است می‌توان به دل هنوز بچه است، بیدار بمان، شرارت، زن داداش، آستا، تکبر و چشم‌ها اشاره کرد.
او خواهر هانی ایرانی است.